# Juan María Solare
Juan María Solare (Buenos Aires, 11 augustus 1966) is een Argentijns componist en pianist.
Solare studeerde piano, compositie en directie aan het Conservatorio Nacional de Música Carlos López Buchardo in Buenos Aires, het meest vooraanstaande conservatorium in Argentinië. Nadat hij zijn diploma daar behaald had vervolgde hij zijn studie aan de Hochschule für Musik in Keulen. In april 2005 kreeg hij de mastertitel "Licenciado en Composición" van het Instituto Universitario Nacional del Arte (IUNA) in Buenos Aires.